# Fulgence de Carthagène
 (novembre 2017).
Si vous disposez d'ouvrages ou d'articles de référence ou si vous connaissez des sites web de qualité traitant du thème abordé ici, merci de compléter l'article en donnant les références utiles à sa vérifiabilité et en les liant à la section « Notes et références ».
Fulgence de Carthagène (espagnol : San Fulgencio de Cartagena), né à Carthagène vers 566 et mort vers 632, était un noble et prêtre chrétien en Hispanie (Hispania Carthaginensis). 
Il devint évêque d'Écija à deux reprises. Il est vénéré comme un saint par l'Église catholique (comme les autres membres de sa fratrie, d'où le nom des "Quatre saints de Carthagène"), et sa fête liturgique est célébrée le 14 janvier.

## Biographie
Comme ses frères Léandre et Isidore, tous deux archevêques de Séville, le premier plus âgé et le second plus jeune, Fulgence se consacra également à l'Église. Leur sœur, elle aussi religieuse dévouée, sainte Florence ou Florentine, va devenir abbesse. Leur père, Sévérien, de noblesse romaine, était préfet impérial, marié à Turture ou Théodora qui, selon les sources, était de même origine ou bien d'une dynastie wisigothique. D'abord à Carthagène et mécènes de leur diocèse, la guerre éclata entre le roi wisigoth Leovigild, qui était arien, et son fils Herménégilde, devenu catholique. Aussi, ils furent bannis à cause de leur foi et durent s'éloigner à Séville où Isidore va naitre. Fulgence, quant à lui, fut confié par ses parents à l'évêque bénédictin de Baza (ou Basti) Eterio pour l'éduquer à la foi chrétienne, et malheureusement ils décèderont peu après.
Le relais fut pris par le frère aîné Léandre, qui continua de pourvoir à la formation humaine et littéraire de Fulgence, tandis que Florence s'occupa du benjamin Isidore. Alonso Fernández de Madrid, l'historien du XVIe siècle de Palencia, a dit de Fulgence qu'il maîtrisait cinq langues : le grec, l'hébreu, le latin, le syriaque et l'arabe. Léandre accéda à la consécration d'archevêque de Séville en 584 et occupa une position importante dans les affaires religieuses du royaume wisigothique. Bénéficiant de son exemple et de son influence, Fulgence devint évêque d'Écija (ou Astigi) dans le diocèse ecclésiastique de Séville après que le roi Récarède Ier fut monté sur le trône favorisant l'unité catholique de l'Espagne en soutenant le christianisme nicéen. Il y est resté pendant huit ans, jusqu'à ce que le roi l'appela auprès de lui pour le conseiller. 
L'évêque Fulgence ne laissa rien comme écrits. Les ouvrages qui comprendront des commentaires sur le Pentateuque, les Livres des Rois, les douze prophètes mineurs, Isaïe, les Psaumes et les Évangiles ; le traité sur la foi (De fide) ; le livre Mythologies ou fictions ; et un recueil de sermons sont de saint Fulgence de Ruspe ou de Fulgence le Mythographe. Par contre, c'est sans doute à sa demande que son frère Isidore écrivit son livre De ecclesiasticis officiis, et il continua sa part active à la grande bataille dialectique contre les ariens.   
Vers 610, afin de résoudre de graves conflits et dissensions à Écija, le roi l'invita à y retourner. Dès que Fulgence y arriva pour réoccuper le siège épiscopal, sa nature à la fois douce, compatissante et ferme contribua à mettre de l'ordre au sein du clergé et à organiser savamment les monastères. À la même époque, il signa le décret du roi Gundomar (610-612) qui constitua la province de Tolède, détachant son territoire de celui de Carthagène, alors sous la domination des Byzantins.    
Lors du deuxième synode de Séville convoqué par saint Isidore (619), qui réunissait les évêques de la province de Bétique (Hispania Baetica), il connut une controverse avec l'évêque de Cordoue au sujet d'une église que tous deux revendiquaient pour des paroisses de leurs diocèses respectifs. Une commission fut nommée et il fut déclaré que trente ans de possession non perturbée équivaudraient à un titre légal. Le nom de Fulgence apparaît bien dans les signatures des actes du conseil. C'est le dernier événement de sa vie pour lequel il existe une preuve définitive. En tout cas, Fulgence est mort avant 633, date à laquelle il est prouvé qu'un certain Marciano (ou Marcianus) est devenu évêque d'Écija.

## Fêtes et reliques
L’Église catholique le fête le 14 janvier comme indiqué dans l'Acta Sanctorum, avec  le 16 janvier pour les diocèses de Carthagène et de Plasencia. 
La plupart des restes mortels de saint Fulgence se trouve dans l'église Saint-Jean-Baptiste de Berzocana (province de Cáceres), avec celles de sa sœur sainte Florence. Une autre relique est conservée dans une urne en argent, exposée dans le maître-autel de la cathédrale de Murcie, avec également une autre de sa sœur. Il a d'autres reliques à la cathédrale de  Séville, vénérées avec celles de ses deux saints frères. Par décision du roi Philippe II, il y en a une mineure à l'Escurial à proximité de Madrid, faisant suite  à ce qui fut appelé  "la Querelle des Saints" (Pleito de los Santos) entre les diocèses de Plasencia et de Carthagène qui se disputaient les reliques.